# Systran
SYSTRAN, diseñado en 1970 por Peter Toma, es uno de los sistemas comerciales de traducción automática más veteranos. En los últimos años, la tecnología del sistema, tradicionalmente basada en la traducción por reglas, se ha renovado, con la incorporación fundamentalmente de un módulo para la gestión de memorias de traducción. 
Systran es un sistema multiplataforma (puede instalarse tanto en GNU/Linux como en Microsoft Windows) y es utilizado de manera gratuita en las múltiples instalaciones accesibles por Internet: Google, AOL, AltaVista, o el Instituto Cervantes. La empresa ofrece módulos preparados para más de 40 idiomas.
Systran además integra funciones multilingües muy útiles para aplicaciones como el comercio electrónico, CRM, bases de datos, correo electrónico, mensajería instantánea, SMS, WAP, etc.

## Historia y antecedentes de SYSTRAN
SYSTRAN es un sistema de traducción automática creado por Peter Toma en el año 1970. Toma desarrolló un primer sistema en la Universidad de Georgetown, que con el paso de los años fue perfeccionado hasta convertirse en SYSTRAN. Inicialmente se diseñó para el par ruso e inglés destinado a la Fuerza Aérea de los Estados Unidos. Más tarde, la NASA probó el sistema en uno de sus proyectos, y aunque no dio muy buenos resultados, esta experiencia otorgó renombre a SYSTRAN. Tras la fama recién adquirida, la Comisión Europea solicitó a Peter Toma una demostración entre el par inglés/francés, tras la cual quedó satisfecha. En el año 1976, SYSTRAN fue comprado por la Comisión y posteriormente desarrollado. Fue el burócrata Loll Rolling el que introdujo la traducción automática en la Comisión Europea ya que obtuvo la licencia para usar SYSTRAN. Éste es el motivo de que los diccionarios del sistema se hayan llenado con terminología propia de la Comisión. En la actualidad el sistema de la Comisión Europea dispone de 17 pares de lenguas que se han integrado a una red local de servicios lingüísticos. Actualmente las traducciones se procesan a una velocidad de 500.000 palabras por hora. 
A principios de los años 1990, la empresa francesa Gachot adquirió todas las filiales, salvo la de la Comisión Europea, y el sistema se hizo muy popular en Francia debido a su accesibilidad. En 1994 SYSTRAN se ofrece de manera gratuita en los chat de CompuServe, y un año más tarde se creó una versión adaptada para Windows. Pero el éxito definitivo de SYSTRAN se produjo en 1997, cuando tras firmar un acuerdo con AltaVista se ofrecía el servicio de traducción Babel fish de manera gratuita.

## Funcionamiento
SYSTRAN es una de las compañías de traducción automática independiente más antiguas. SYSTRAN ha trabajado mucho para el Departamento de Defensa de los Estados Unidos y para la Comisión Europea.
SYSTRAN es un servidor de traducción automática que proporciona la tecnología para los servicios de traducción en línea de AltaVista y Google. SYSTRAN cuenta con 50.000 palabras básicas y 250.000 términos científicos y las traducciones se procesan a una velocidad de 500.000 palabras por hora.
La traducción automática es el proceso que utiliza un software informático para traducir textos de un lenguaje natural a otro. La traducción automática tiene en cuenta la estructura gramatical de cada idioma y usa reglas para pasar la estructura gramatical del texto a traducir al texto traducido. 
La traducción no es una tarea sencilla ya que, como ya se ha dicho, no es una mera sustitución de palabras sino de conocimiento de sus reglas y estructuras. Por lo tanto lo que se tiene en cuenta en la traducción automática es la morfología, sintaxis, semántica, y numerosas ambigüedades de los lenguajes.
La tecnología de SYSTRAN está desarrollada para Linux y se extiende a las plataformas de Unix y Microsoft Windows. SYSTRAN utiliza las tecnologías más modernas de procesamiento de lenguaje natural. Los sistemas integran tecnología finita para acelerar el acceso a las bases del conocimiento lingüístico. De hecho, SYSTRAN tiene más bases de conocimiento multilingüe que los ordenadores normales pueden sostener. XML, Unicode y HTTP son básicos en las aplicaciones a temas multilingües como por ejemplo Web, correo electrónico, Intranet, publicidad, etc. El desarrollo y evolución de SYSTRAN es producto de las constantes investigaciones en el desarrollo de la lingüística y procesamiento de lenguaje natural. El objetivo es preparar los sistemas de traducción automática de nueva generación para mejorar la calidad de la traducción y la fuerza en agentes múltiples y su arquitectura.
El funcionamiento de SYSTRAN es muy sencillo. Al entrar en SYSTRAN aparece el traductor SYSTRAN 5.0. Para conseguir una traducción, pide un texto de hasta 150 palabras, la página web en la que aparece el texto que se quiere traducir y la opción del idioma del texto fuente y del texto traducido (árabe a inglés, inglés a árabe, inglés a sueco, sueco a inglés, inglés a neerlandés, neerlandés a inglés, etc. y así traduce hasta 12 idiomas al inglés y del inglés a 12 idiomas. El resto de las opciones idiomáticas son del francés a: neerlandés, español, francés, alemán, italiano, inglés y portugués y viceversa.). Además, hay una opción de registro para búsquedas más específicas, menos generales.

## SYSTRAN y otros traductores en línea
Internet brinda la posibilidad de traducir textos de manera instantánea y gratuita. Esta herramienta nos puede servir como apoyo eventual a la hora de trabajar con artículos o textos en otros idiomas, pero los traductores ponen un máximo de palabras a traducir gratuitamente y en algunos casos ofrecen un servicio profesional de traducción. Los sitios que SYSTRAN provee y soporta traducen textos de hasta 150 palabras; en el caso de la web freetranslation hay disponible un máximo de 750 caracteres (200 palabras más o menos). Por supuesto las limitaciones de este tipo se presentan al elegir una traducción gratuita, ya que SYSTRAN comercializa su software de maneras diversas, con diferentes ámbitos de usos (Comercio, oficina, versión de escritorio, etc). La alternativa que presentan otros traductores es la de pagar por una traducción humana, que proporcionaría en cualquier caso una traducción precisa y fiable. También existen traducciones humanas gratuitas, aunque estas carecen del carácter instantáneo de las traducciones automáticas. A la hora de traducir páginas los problemas son menores ya que aunque el número de caracteres exceda el número máximo se obtiene una versión de la página en el idioma requerido.